# Monti Quartermain
I monti Quartermain sono un gruppo montuoso situato nella regione centro-occidentale della Dipendenza di Ross, sulla costa di Scott, in Antartide. Il gruppo, che fa parte della catena delle montagne del Principe Alberto, si estende per circa 30 km in direzione nord-sud e per circa 35 km in direzione est-ovest ed è costeggiato a sud da una spianata ghiacciaia chiamata The Portal, a ovest dai ghiacciai Lashly e Cassidy, che lo separano dall'Altopiano Antartico, a est dal ghiacciaio Ferrar, che lo separa dal monte Table, e a nord dal ghiacciaio Taylor, che lo separa dalla dorsale Asgard. Nei monti Quartermain, la cui vetta più alta è quella del monte Feather, che arriva a 3010 m s.l.m., sono presenti sia diverse valli libere dal ghiaccio, come la valle di Beacon e la valle di Farnell, sia valli completamente occupate da ghiacciai, come ad esempio il ghiacciaio Fireman e il ghiacciaio Telemeter.

## Storia
I monti Quartermain sono stati scoperti nel corso della spedizione Discovery, condotta negli anni 1901-04 e comandata dal capitano Robert Falcon Scott, ed esplorati in diverse occasioni successive, a partire dalle spedizioni Nimrod (1907-09) e Terra Nova (1910-13), comandate rispettivamente da Ernest Shackleton e da Scott, fino a quelle dei programmi antartici statunitense e neozelandese. Infine, il nome all'intero gruppo montuoso è stato dato nel 1977 dal Comitato neozelandese per i toponimi antartici in onore dello storico neozelandese Lester Bowden Quartermain.